# Nordmarks kontrakt
Nordmarks kontrakt var ett kontrakt inom Karlstads stift av Svenska kyrkan. Kontraktet upphörde 1 april 2015 och församlingarna övergick då i Västra Värmlands kontrakt. 
Kontraktskoden var 0907.

## Administrativ historik
Kontraktet omfattar
- Holmedals församling som 2006 uppgick i Holmedal-Karlanda församling
- Karlanda församling som 2006 uppgick i Holmedal-Karlanda församling
- Töcksmarks församling
- Östervallskogs församling
- Västra Fågelviks församling
- Blomskogs församling
- Trankils församling
- Silleruds församling
- Silbodals församling
- Torrskogs församling som 1962 överfördes till Norra Dals kontrakt
- Vårviks församling som 1962 överfördes till Norra Dals kontrakt